# Karbinci
Karbinci az azonos nevű község székhelye Észak-Macedóniában.

## Népesség
Karbincinak 2002-ben 673 lakosa volt, melyből 672 macedón és 1 szerb.
Karbinci községnek 2002-ben 4012 lakosa volt, melyből 3200 macedón (79,8%), 728 török (18,1%) és 84 egyéb nemzetiségű.

## A községhez tartozó települések
- Karbinci
- Argulica
- Batanye (Karbinci)
- Vrteska (Karbinci)
- Golem Gabar
- Gornyi Balvan
- Gornyi Trogerci
- Donyi Balvan
- Donyi Trogerci
- Ebeplija
- Junuzlija
- Kalauzlija (Karbinci)
- Kepekcselija
- Kozjak (Karbinci)
- Krupiste (Karbinci)
- Kurfalija
- Kucsilat
- Kucsica
- Mali Gabar
- Micsak
- Muratlija
- Novi Karaorman
- Odzsalija
- Pripecsani
- Prnalija (Karabinci)
- Radanye
- Rulak
- Tarinci
- Crvulevo